# Lovrijenac
Tvrđava Lovrijenac, također poznata kao Gibraltar Dubrovnika, tvrđava je koja se nalazi na hridi izvan vanjskih zidina sa zapadne strane Dubrovnika, 37 m iznad razine mora. Tvrđava je poznata po predstavama i vjenčanjima koje se održavaju u ovom monumentalnom zdanju te najvažnije kao povijesni simbol otpora Mletačkoj Republici.
U vrijeme sukoba Dubrovnika i Mletaka, Mleci su planirali izgraditi kulu na istom mjestu gdje sada stoji Lovrijenac. Da su uspjeli, imali bi Dubrovnik pod nadzorom no Dubrovčani su ih, saznavši za njihov plan, pretekli u tome. Dubrovačke kronike otkrivaju kako su Dubrovčani u samo tri mjeseca izgradili Lovrijenac te kad su mletački brodovi stigli, puni materijala za gradnju, nisu imali izbora nego vratiti se u Veneciju neobavljena posla.

## Konstrukcija tvrđave
Lovrijenac je trokutastog oblika s tri razine. Debljina zidova prema moru iznosi i do 12 metara dok su oni prema gradu i uvali unutra debeli samo 60 cm. Zidovi sa strane koja je okrenuta Gradu su tanji zbog lakšeg probijanja iz ostalih gradskih kula u slučaju pada tvrđave u neprijateljske ruke. Dva mosta vode u tvrđavu, a iznad vrata u kamenu je uklesano "Non Bene Pro Toto Libertas Venditur Auro" – "Sloboda se ne prodaje ni za sva blaga svijeta" ili možda bolje "Ni za sve zlato ne prodaje se sloboda". Na tvrđavi je i stalni izvor pitke vode. Gustijerna u kojoj je zaista pitka voda iz izvora koji izlazi na ovoj hridi. Povrh koje je uklesan natpis na latinskom, u prijevodu Antuna Kaznačića, "Narav tvrđi vodu krati umjetnost je al’navrati. Nek’se ovog iz bunara gasi žeđa nje čuvara". Dana 2. siječnja donesena je doluka da se unište svi pristupni putovi prema tvrđavi osim onoga koji je nezaklonjen pogledu stražara. Tek se 1933. godine u sklopu priprave za kongres PEN-a gradi drugi put. Skalini dr. Marka Foteza nazvani su u spomen na prvog suvremenog postavljača pozornice na tvrđavi već na Dubrovačkim ljetnim igrama 1952. godine. Nekoliko je sastanaka u sklopu jedanaestog kongresa PEN-a održano na tvrđavi te su u spomen na kongres podno tvrđave zasađeni borovi. Na tvrđavi je uz mnoga djela domaćih književnika postavljan i Shakespeareov Hamlet, postao je jedan od simbola Dubrovačkih ljetnih igara. 

## Naoružanje
Osim ostalog naoružanja i više topova na najvišoj razini tvrđave do listopada 1814. godine stajao je danas najpoznatiji top starog Dubrovnika zbog zelene patine nazvan Gušter. U nastojanju da top odnesu u muzej u Beču Austrijanci su u listopadu 1814. godine srušili unutarnja vrata tvrđave nad kojima je stajao natpis.

SI NOVA VIS SVPERVM VRGERET TIPHOEA
TONANTEM, HAEC HABEANT ILLVM
MOENI, TVTVS ERIT.

Što u prijevodu I. A. Kaznačića glasi: Da Tifea or'jaškoga / Ovaka je tvrđa krila, / Njeg' osveta Perun-boga / Ne bi bila dohvatila. Osim Guštera na tvrđavi su bila još tri topa s natpisom Opus Baptistae Arbensis iz 1531., 1532. i 1536. Dana 5. prosinca 2017. na tvrđavu je postavljena replika topa kojeg je 1573. u dubrovačkoj ljevaonici podno Minčete bio izlio Jeronim Vicenco.

## Zanimljivosti
Od 4. travnja 1911. pa do početka Prvoga svjetskog rata pucanj iz topa s Lovrijenca označavao je podne.

## Vanjske poveznice
|  | Zajednički poslužitelj ima još gradiva o temi Lovrijenac |

42°38′27″N 18°06′16″E / 42.6407306849598°N 18.1044119596481°E